# کاکرو هیگوچی
کاکرو هیگوچی (ژاپنی: 樋口 叶؛ زادهٔ ۲۳ آوریل ۲۰۰۱) یک بازیکن فوتبال اهل ژاپن است.
از باشگاه‌هایی که در آن بازی کرده‌است می‌توان به باشگاه فوتبال رواسو کوماموتو اشاره کرد.